# إركين كوراي
إركين كوراي (بالتركية: Erkin Koray)‏ (و. 1941 – م) هو مغنٍ، وعازف قيثارة من تركيا. ولد في إسطنبول.

## وصلات خارجية
- إركين كوراي على موقع IMDb (الإنجليزية)
- إركين كوراي على موقع ألو سيني (الفرنسية)
- إركين كوراي على موقع ميوزك برينز (الإنجليزية)
- إركين كوراي على موقع أول موفي (الإنجليزية)
- إركين كوراي على موقع أول ميوزيك (الإنجليزية)
- إركين كوراي على موقع ديسكوغز (الإنجليزية)
- إركين كوراي على موقع كينوبويسك (الروسية)